# هايلاند بارك (فلوريدا)
هذا المقال عن هايلاند بارك (فلوريدا) للاستخدامات الأخرى أنظر هايلاند بارك (توضيح).
هايلاند بارك (بالإنجليزية: Highland Park)‏ هي مدينة أمريكية تقع في ولاية فلوريدا. تبلغ مساحة هذه المدينة 1.9 (كم²)،ويبلغ عدد سكانها 244 نسمة حسب إحصاء سنة 2010 م 244.تشير إحصاءات سنة 2000م بأن الكثافة السكانية في هذه المدينة تقدر بـ(128.4) نسمة/كم2 